# Gonatodes purpurogularis
Espèce
Gonatodes purpurogularis est une espèce de geckos de la famille des Sphaerodactylidae.

## Répartition
Cette espèce est endémique du Venezuela.

## Description
Ce reptile est insectivore et consomme la plupart des insectes et arthropodes de taille adaptée.

## Publication originale
- Esqueda, 2004 : Una nueva especie de Gonatodes (Squamata:Gekkonidae) proveniente del piedemonte cisandino de Venezuela. Herpetotropicos, vol. 1, n. 1, p. 32-39 (texte intégral).